# 쉬안우구 (베이징시)

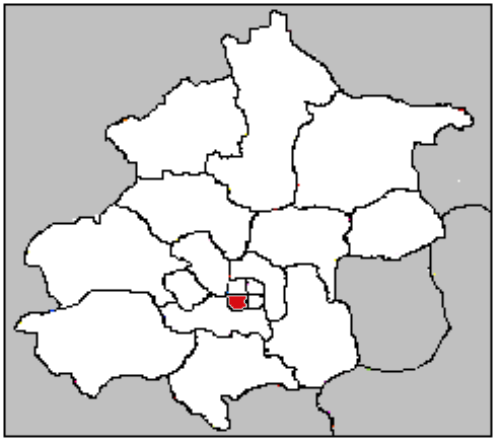
쉬안우구의 위치

쉬안우구(중국어: 宣武区, 병음: Xuānwǔ Qū)는 중화인민공화국 베이징시의 행정 구역 중 하나이다. 넓이는 19km2이고, 인구는 2007년 기준으로 530,000명이다.
쉬안우 구에는 후퉁을 비롯한 베이징 구시가지의 모습이 많이 남아있고 예전에는 주로 빈민들이 거주하던 곳이었다. 2008년 베이징 올림픽을 위해 중국은 후퉁의 많은 부분을 파괴했다.

## 행정 구역
15개 가도를 관할한다.
- 가도: 　德胜街道　　　什刹海街道　　西长安街街道　　大栅栏街道　　天桥街道　　新街口街道　　金融街街道　　椿树街道 　陶然亭街道　　展览路街道　　月坛街道　　　　广内街道　　　牛街街道　　白纸坊街道　　广外街道